# Gästriklands östra domsaga
Gästriklands östra domsaga var en domsaga i Gävleborgs län. Den bildades 1921 när Gästriklands domsaga delades. 
1971 upplöstes denna domsaga och verksamheten övertogs av Gävle tingsrätt
Domsagan lydde under Svea hovrätt. 
Till domsagan hörde enbart Gästriklands östra domsagas tingslag.

## Häradshövdingar
- 1921-1940 Otto Krook
- 1957-1970 Thorsten Berg